# Nada como ser miss
Nada como ser Miss es una canción y el tercer sencillo promocional oficial del octavo álbum de estudio de la actriz y cantante mexicana Lucero Sólo pienso en ti. El tema fue escrita por Rafael Pérez Botija y publicada bajo el sello discográfico Melody Discos a mediados del año de 1992.
Ha estado en varios discos de grandes éxitos y versiones de sus canciones más recopilatorios y otros álbumes en vivo de la propia cantante.
Años después en 2023 se vuelve viral esta canción en la plataforma de vídeos y shorts TikTok, gracias a un baile que realizó la propia cantante por aquí mismo.

## Lista de canciones

### CD - Promo
| Nada como ser Miss — Single |                      |          |  |
| N.º                         | Título               | Duración |  |
| 1.                          | «Nada como ser Miss» | 3:26     |  |

## Posiciones en las listas
| Listas                                   | Posición |
| ---------------------------------------- | -------- |
| Estados Unidos Billboard Hot Latin Songs | 79       |
| México (Top 100)                         | 40       |